# 山卷耳
山卷耳（学名：Cerastium pusillum）为石竹科卷耳属的植物。分布在哈萨克斯坦、俄罗斯、蒙古以及中国大陆的宁夏、青海、云南、新疆、甘肃等地，生长于海拔2,800米至3,200米的地区，多生长于高山草地，目前尚未由人工引种栽培。

## 异名
- Cerastium pumilum auct. non Curtis
- Cerastium pusilloides Y. Hazit